# An International Marriage
Pour plus de détails, voir Fiche technique et Distribution.
An International Marriage est un film muet américain réalisé par Frank Lloyd et sorti en 1916.

## Fiche technique
- Titre : An International Marriage
- Réalisation : Frank Lloyd
- Scénario : George Broadhurst (en)
- Chef opérateur : James Van Trees
- Production : Oliver Morosco Photoplay Company
- Distribution : Paramount Pictures
- Pays de production :  États-Unis
- Genre : Comédie dramatique
- Durée : 50 minutes
- Date de sortie :
  - États-Unis : 23 juillet 1916

## Distribution
- Rita Jolivet : Florence Brent
- Marc Robbins : Bennington Brent
- Elliott Dexter : John Oglesby
- Grace Carlyle : Eleanor Williamson
- Olive White : Mrs Williamson
- Courtenay Foote : le duc de Burritz
- Page Peters : le comte Janefski
- Herbert Standing : l'archiduc Ferdinand
- Adelaide Woods : Agnes Sotherton
- Jean Woodbury : l'archiduchesse